# Кукутень (Ясси)
Кукутень, Кукутені (рум. Cucuteni) — село у повіті Ясси в Румунії. Адміністративний центр комуни Кукутень. Відоме завдяки знайденню тут пам'яток трипільської культури у 1884 році відомим румунським науковцем Теодором Бурадом, яка відома за межами України як культура Трипілля-Кукутень.
Село розташоване на відстані 322 км на північ від Бухареста, 50 км на захід від Ясс.

## Населення
За даними перепису населення 2002 року у селі проживали 613 осіб, усі — румуни. Усі жителі села рідною мовою назвали румунську.

## Галарея

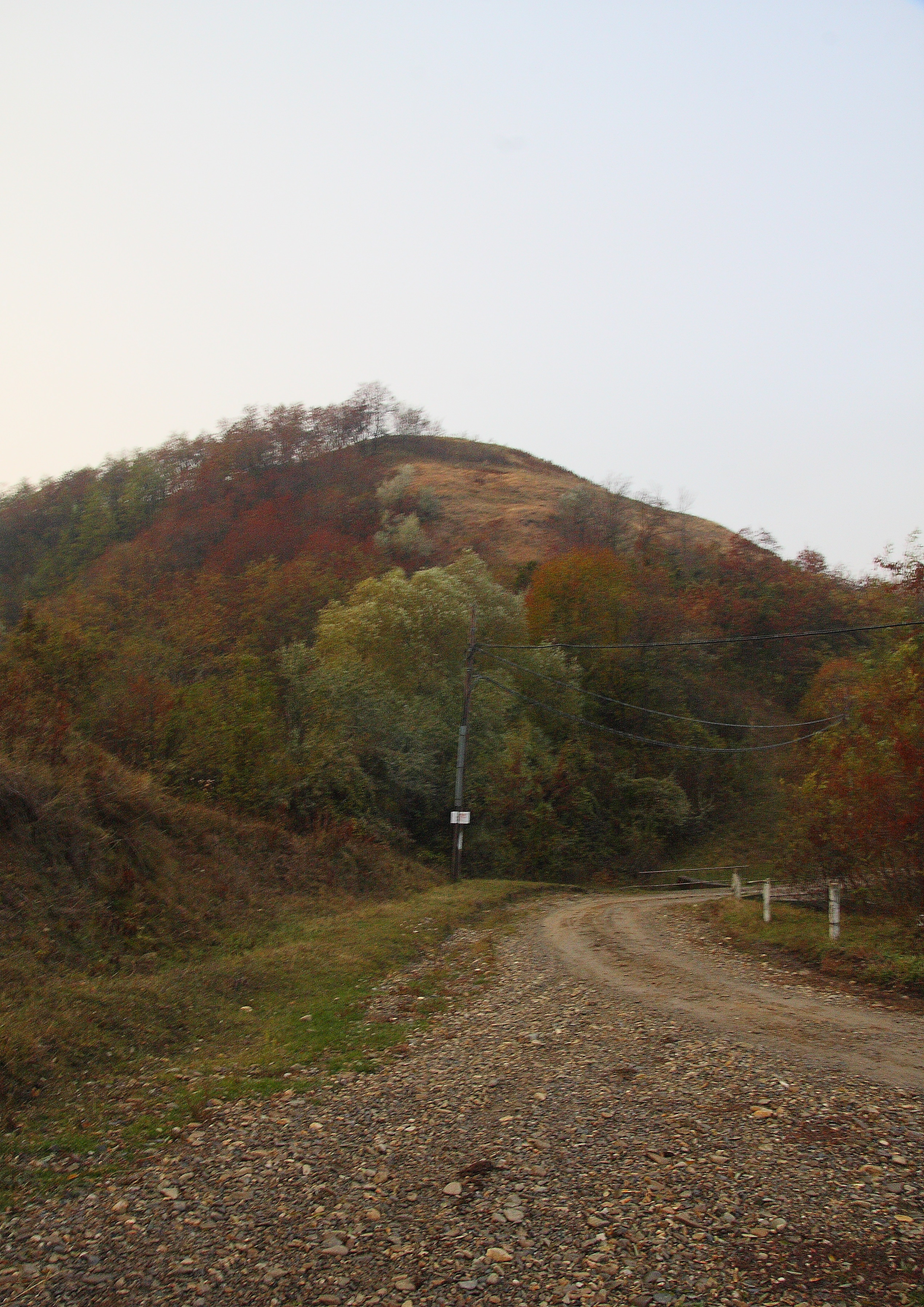
Пагорб, де вперше й було знайдено пам'ятки Трипільської культури в Мальграт-де-Мар
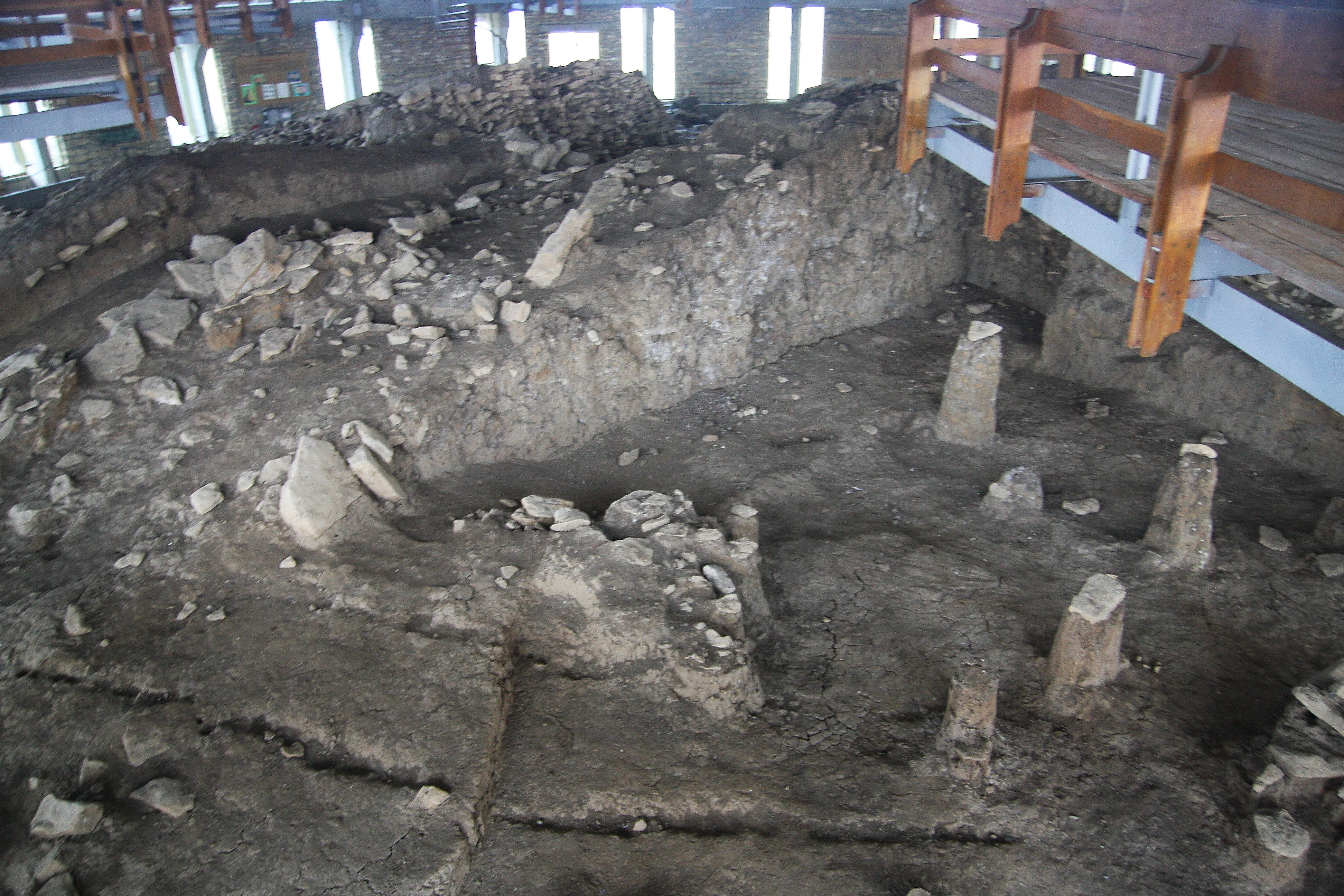
Місце розкопок
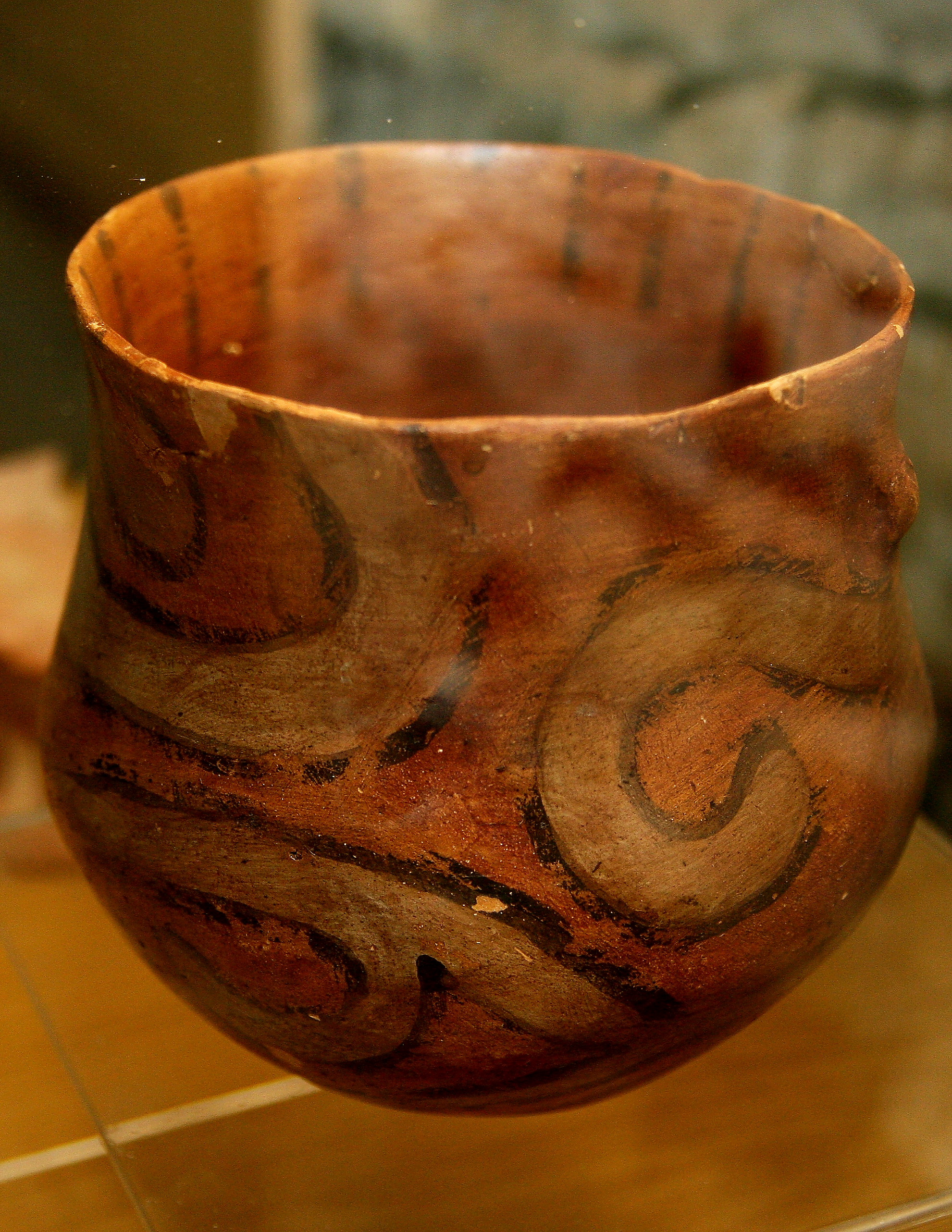
Трипільська кераміка (з експозиції музею)
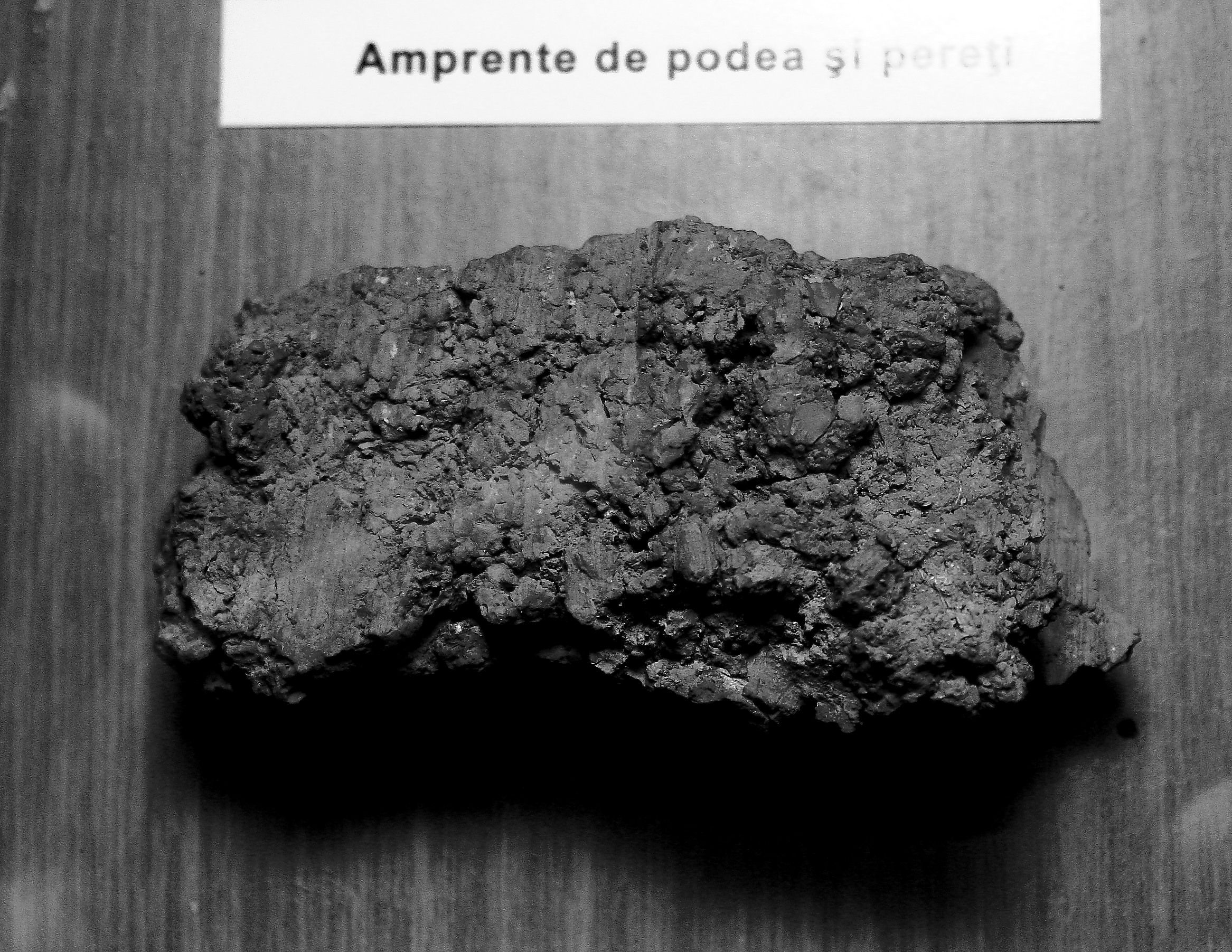
Зразки глини, з якої були збудовані будинки трипільців